# Puck (hoquei)

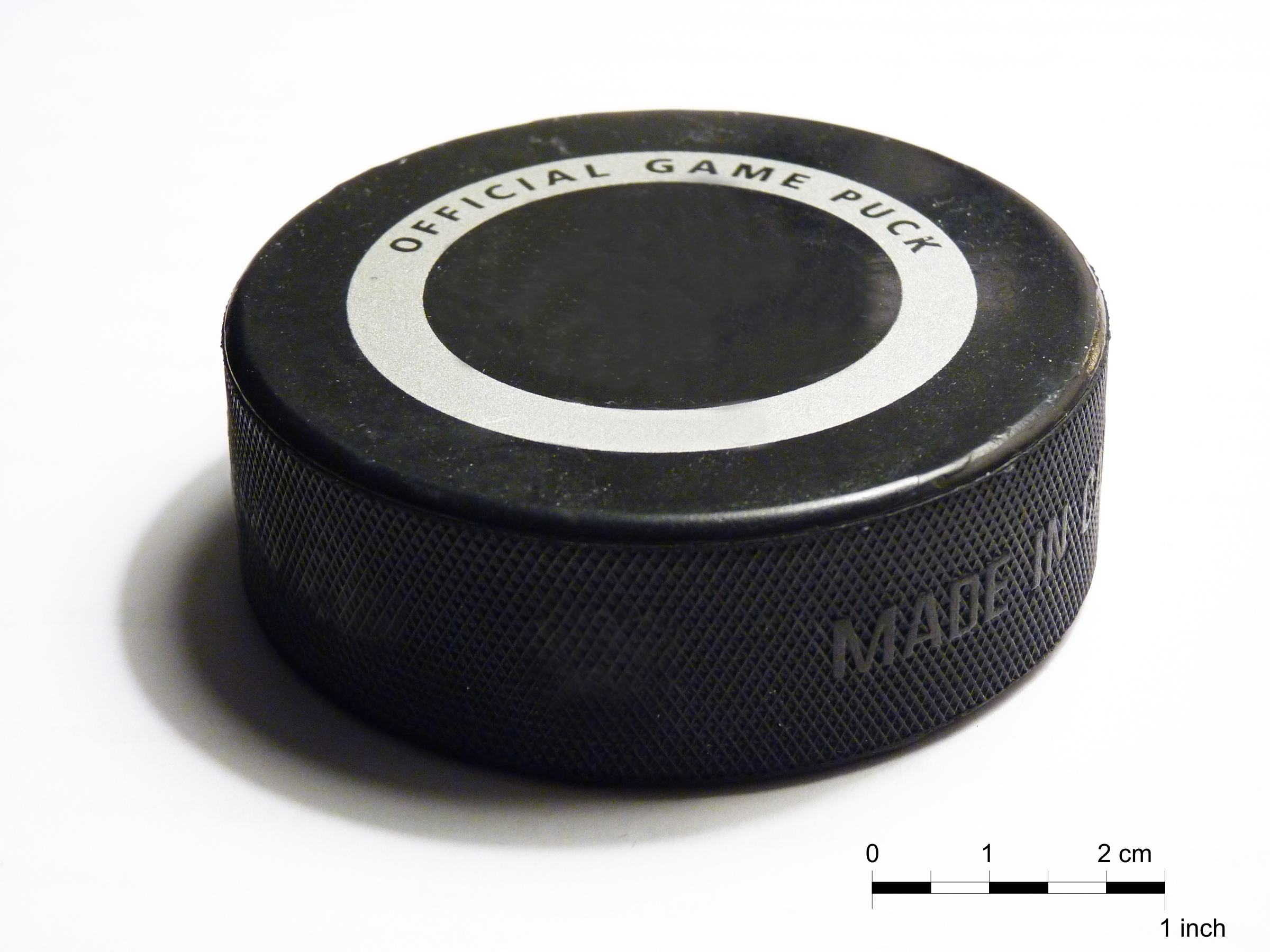
Puck

El puck, també conegut amb els noms de disc o pastilla, és l'element fonamental de diversos esports, essent el més conegut l'hoquei sobre gel. S'usa colpejant-lo mitjançant l'estic, amb l'objectiu d'introduir-lo a la porteria contrària. El disc està fabricat de cautxú vulcanitzat i té un gruix de 2,54 cm. (una polzada) i 7,62 cm de diàmetre (tres polzades). El seu pes varia entre 156 i 170 grams (5,5 a 6 unces). Variants del puck s'utilitzen en altres esports a part de l'hoquei sobre gel. És el cas de l'hoquei subaquàtic. La principal diferència fonamental amb el de l'hoquei convencional és que du un nucli de plom d'aproximadament quilo i mig per a facilitar el seu desplaçament davall l'aigua, estant recobert de tefló o un altre material plàstic. També s'utilitzen objectes similars en els jocs del tejo o l'hoquei taula.

## Història

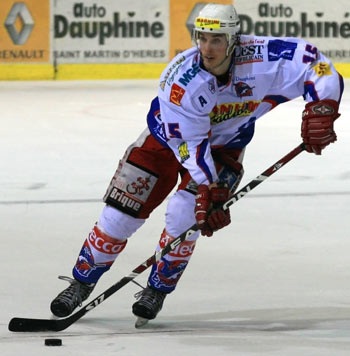
Jugador d'hoquei sobre gel controlant el puck amb el seu estic

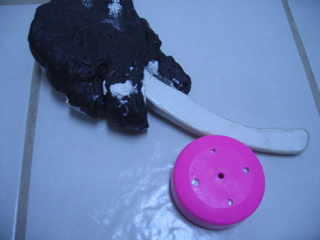
Puck d'hoquei subaquàtic.

El disc d'hoquei sobre gel fou creat en 1877 per William F. Robertson. El creà tallant una pilota dos voltes, per evitar l'incessant rebot que una bola esfèrica ocasionava a la vegada que sortia en nombroses ocasions disparada cap al públic.
La màxima velocitat registrada per un tir d'un puck va ser de 170 quilòmetres per hora (105,4 mph).
La cadena de televisió Fox Broadcasting Company, amb la finalitat de fer que els partits de la NHL fossin més bons de seguir per la televisió, inventà el denominat FoxTrax, un puck que incloïa LEDs a la seua fabricació.
La NHL, la lliga professional nord-americana, no va exigir la regularització en la seua fabricació fins a la temporada 1990-91, tot i que les seues dimensions i el seu pes foren estandarditzats mig segle abans, l'any 1940, per part d'Art Ross.